# Окаусу
Окаусу (порт. Ocauçu)  —  муниципалитет в Бразилии, входит в штат Сан-Паулу. Составная часть мезорегиона Марилия. Входит в экономико-статистический  микрорегион Марилия. Население составляет 4055 человек на 2006 год. Занимает площадь 300,276 км². Плотность населения — 13,5 чел./км².
Праздник города — 13 июня.

## Статистика
- Валовой внутренний продукт на 2003 составляет 38.654.694,00 реалов (данные: Бразильский институт географии и статистики).
- Валовой внутренний продукт на душу населения на 2003 составляет 9.416,49 реалов (данные: Бразильский институт географии и статистики).
- Индекс развития человеческого потенциала на 2000 составляет 0,765 (данные: Программа развития ООН).